# Gufran Al-Nadaf

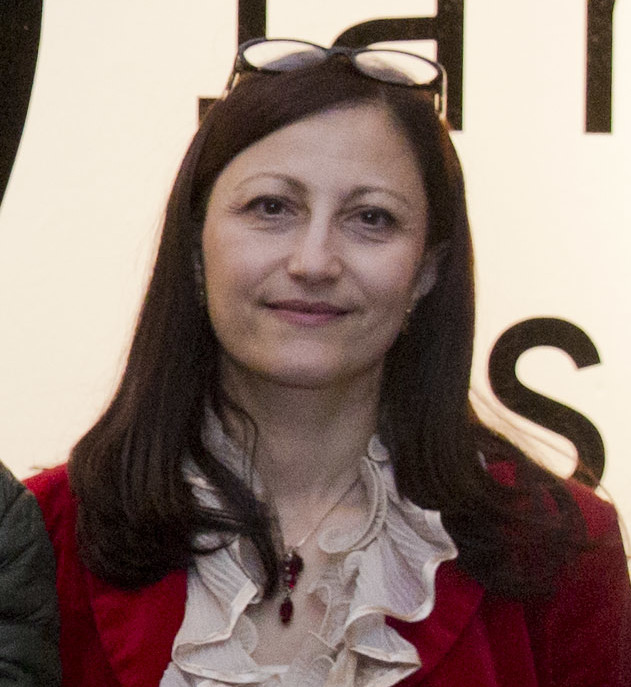

Gufran Al-Nadaf, född 17 december 1967 i Bukarest, Rumänien, är en svensk ambassadör, som mellan 2013 och 2016  var beskickningschef vid Sveriges ambassad i Buenos Aires. 
Under åren 2017 och 2018 arbetade Al-Nadaf som Sveriges ambassadör för Barn och väpnad konflikt. Uppdraget sammanföll med Sveriges tid i FN:s säkerhetsråd. Från september 2019 arbetar Gufran Al-Nadaf som ambassadör och Rektor för UD:s diplomatprogram.
Al-Nadaf har en irakisk far och en iransk mor (som dock är född och uppvuxen i Irak), och bodde under barndomen i Rumänien, Iran och Libyen. År 1978 kom familjen till Sverige och fick asyl 1979. Därefter kom Sverige att bli familjens hem. Al-Nadaf studerade vid Stockholms och Uppsala universitet, och hon har tidigare bland annat tjänstgjort på Utrikesdepartementets enheter för Mellanöstern och Nordafrika respektive press, information och kommunikation samt på Sveriges ambassader i Lima, och Damaskus med främst Libanon som arbetsfält.
2002 var Al-Nadaf inbjuden talare i Sommar i P1, där hon bland annat talade om UD-antologin Jalla! Nu klär vi granen - möte med den muslimska kultursfären som hon var redaktör och projektledare för. Al-Nadaf har utöver detta bland annat producerat/redigerat en kortfilm om Sverige, Argentina och migration - Tillbaka till Södern/Vuelovo al Sur - samt en kortfilm om barns situation i krig och konflikt, #My Voice Matters Too. Gufran Al-Nadaf har tidigare arbetat som journalist på Sveriges Television. 